# Chojnice (gmina wiejska)
Chojnice – gmina wiejska w województwie pomorskim, w powiecie chojnickim.
W skład gminy wchodzą 34 sołectwa: Angowice, Charzykowy, Chojniczki, Ciechocin, Chojnaty, Czartołomie-Jarcewo, Doręgowice, Funka, Gockowice-Objezierze, Granowo, Klawkowo, Klosnowo, Kopernica, Krojanty, Kruszka, Kłodawa, Lichnowy, Lotyń, Moszczenica, Nieżychowice, Nowa Cerkiew, Nowe Ostrowite, Nowy Dwór-Cołdanki, Ogorzeliny, Ostrowite, Pawłowo, Pawłówko, Powałki, Racławki, Silno, Sławęcin, Swornegacie, Topole, Zbeniny
Siedziba gminy to Chojnice.
Według danych z 31 grudnia 2019 gminę zamieszkiwało 18 826 osób.
Gmina należy do Stowarzyszenia Gmin Przyjaznych Energii Odnawialnej oraz do Stowarzyszenia Samorządów Posiadających na Swoim Terenie Parki Narodowe i Krajobrazowe.

## Historia
Gmina zbiorowa Chojnice została utworzona 1 sierpnia 1934 roku w powiecie chojnickim w woj. pomorskim z dotychczasowych jednostkowych gmin wiejskich: Angowice, Charzykowy (główna część), Chojniczki, Ciechocin, Doręgowice, Gockowice, Granowo, Jerzmionki, Kłodawa (główna część), Krojanty, Lichnowy, Moszczenica, Niwy, Nowa Czerkiew Królewska (główna część), Nowawieś, Nowydwór, Ogorzeliny, Ostrowite, Silno, Sławęcin i Sternowo oraz z obszarów dworskich: Blumfeld, Cołdanki, Jarcewo, Jeziorki, Kamionka, Krojanty, Nowa Czerkiew Szlachecka, Racławki, Szynfeld, Zamarte, Zbeniny, Rytel (część) i Bachorz (część).
Po wybuchu wojny gmina Chojnice (pod nazwą Landgemeinde Konitz) znalazła się pod administracją niemiecką. Należała do powiatu Konitz w rejencji gdańskiej w prowincji Gdańsk-Prusy Zachodnie.
24 października 1940 wyodrębnieniono z niej gminę Charzykowy (Amtsbezirk Müskendorf), składającą się gromad: Groß Kladau, Jesiorken (Rosengrenz), Klein Konitz, Krojanten, Müskendorf, Zandersdorf i Zbenin), po czym gmina Chojnice (już pod nazwą (Amtsbezirk Konitz-Land) składała się z 20 gromad: Annafelde, Blumfelde, Bonstetten, Deutsch Cekzin (Dützenfließ), Döringsdorf, Frankenhagen, Görsdorf, Götzendorf, Granau, Groß Paglau, Harmsdorf, Hennigsdorf, Königlich Neukirch, Lichnau, Mosnitz, Neuhof (Heideneuhof), Osterwick, Schlagenthin, Schönfeld i Sternau.
1 kwietnia 1944 zniesiono dotychczasowe gminy Chojnice i Charzykowy, tworząc z nich nową gminę Chojnice (Amtsbezirk Konitz-Land), oprócz gromad Königsneukirch i Sternau z dawnej gminy Chojnice oraz gromady Rosengrenz ze zniesionej gminy Charzykowy, które włączono do gminy Rytel (Amtsbezirk Rittel); równocześnie z gminy Chojnice wyłączono gromady Döringsdorf, Dützenfließ, Frankenhagen, Görsdorf, Götzendorf, Granau, Harmsdorf, Heideneuhof, Lichnau, Osterwick i Schlagenthin, tworząc z nich nową gminę Ostrowite.
1 października 1944 do gminy Chojnice przyłączono gromady Großkornlage, Holzmühl, Kelpchen, Sichts, Zechlau i Zieroldshagen ze zniesionej gminy Konarzyny (Amtsbezirk Großkornlage), której pozostały obszar złożył się na powstanie Truppenübungsplatz Westpreußen.
Po wojnie zniesiono zmiany wprowadzone przez okupanta. Gmina Chojnice zachowała przynależność administracyjną choć 6 lipca 1950 roku zmieniono nazwę woj. pomorskiego na bydgoskie. Według stanu z dnia 1 lipca 1952 roku gmina składała się z 25 gromad: Angowice, Chojniczki, Ciechocin, Doręgowice, Gockowice, Granowo, Jerzmionki, Kłodawa, Krojanty, Lichnowy, Moszczenica, Nierzychowice, Niwy, Nowa Czerkiew, Nowawieś, Nowydwór, Ogorzeliny, Ostrowite, Pawłowo, Silno, Sławęcin, Zamarte i Zbeniny.
1 stycznia 1950 część obszaru gminy Chojnice włączono do gminy Rytel i do Chojnic.
Gmina została zniesiona 29 września 1954 roku wraz z reformą wprowadzającą gromady w miejsce gmin. Z obszaru gminy Chojnice powstało 10 gromad: Angowice, Charzykowy, Doręgowice, Nowacerkiew, Ogorzeliny, Ostrowite, Pawłowo, Silno, Sławęcin i Zbeniny, które utrzymały się różnie długo do kolejnej reformy administracyjnej.
Gminę Chojnice przywrócono ponownie 1 stycznia 1973 roku po reaktywowaniu gmin w Polsce. 15 stycznia 1976 do gminy Chojnice przyłączono części zniesionych gmin Ogorzeliny i Rytel.
W latach 1975–1998 gmina położona była w województwie bydgoskim.

## Struktura powierzchni
Według danych z roku 2002 gmina Chojnice ma obszar 458,34 km², w tym:
- użytki rolne: 49%
- użytki leśne: 38%

Gmina stanowi 33,6% powierzchni powiatu.

## Ochrona przyrody
- Park Narodowy „Bory Tucholskie”
- Rezerwat przyrody Jezioro Małe Łowne
- Zaborski Park Krajobrazowy

## Demografia
Dane z 2017 roku:
| Opis                              | Ogółem | Ogółem | Kobiety | Kobiety | Mężczyźni | Mężczyźni |
| --------------------------------- | ------ | ------ | ------- | ------- | --------- | --------- |
| jednostka                         | osób   | %      | osób    | %       | osób      | %         |
| populacja                         | 18931  | 100    | 9001    | 49,4    | 9103      | 50,6      |
| gęstość zaludnienia (mieszk./km²) | 41     | 41     | 20,3    | 20,3    | 20,7      | 20,7      |

## Miejscowości

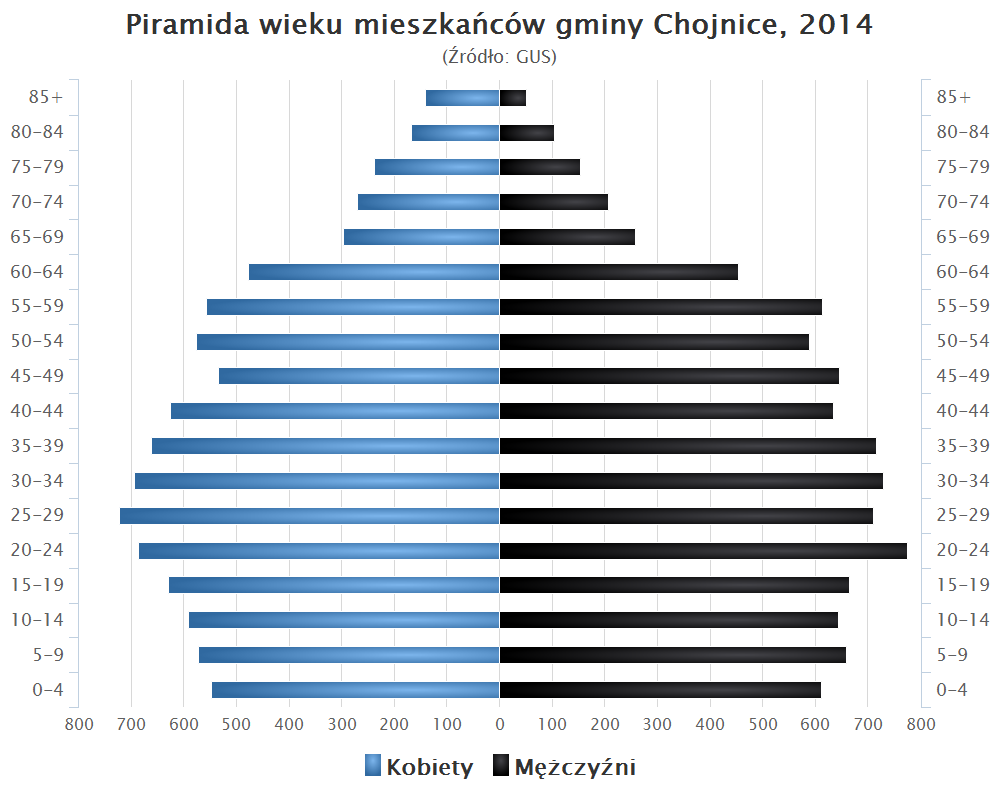
Piramida wieku mieszkańców gminy Chojnice w 2014 roku

| Tab. 1. Miejscowości podstawowe oraz ich integralne części w administracji gminy wiejskiej Chojnice.                                                                                      | Tab. 1. Miejscowości podstawowe oraz ich integralne części w administracji gminy wiejskiej Chojnice. | Tab. 1. Miejscowości podstawowe oraz ich integralne części w administracji gminy wiejskiej Chojnice. | Tab. 1. Miejscowości podstawowe oraz ich integralne części w administracji gminy wiejskiej Chojnice. | Tab. 1. Miejscowości podstawowe oraz ich integralne części w administracji gminy wiejskiej Chojnice. |
| Identyfikator SIMC | Nazwa miejscowości                                                                                   | Rodzaj miejscowości                                                                                  | Miejscowość podstawowa                                                                               | Położenie geograficzne                                                                               |
| --- | --- | --- | --- | --- |
| 0081330 | Angowice                                                                                             | wieś                                                                                                 | | 53°39′21″N 17°33′38″E/53,655833 17,560556                                                            |
| 0081659 | Babilon                                                                                              | osada                                                                                                | Kopernica                                                                                            | 53°47′31″N 17°25′59″E/53,791944 17,433056                                                            |
| 1014085 | Bachorze                                                                                             | osada                                                                                                | Charzykowy                                                                                           | 53°47′26″N 17°31′12″E/53,790556 17,520000                                                            |
| 0081369 | Bachorze                                                                                             | osada leśna                                                                                          | Charzykowy                                                                                           | 53°47′39″N 17°30′57″E/53,794167 17,515833                                                            |
| 0081820 | Białe Błoto                                                                                          | osada                                                                                                | Lotyń                                                                                                | 53°41′45″N 17°45′39″E/53,695833 17,760833                                                            |
| 0081665 | Borne                                                                                                | osada                                                                                                | Kopernica                                                                                            | 53°49′05″N 17°25′26″E/53,818056 17,423889                                                            |
| 0082200 | Burdychowo                                                                                           | część wsi                                                                                            | Silno                                                                                                | 53°39′39″N 17°41′35″E/53,660833 17,693056                                                            |
| 0081346 | Charzykowy                                                                                           | wieś                                                                                                 | | 53°44′08″N 17°30′38″E/53,735556 17,510556                                                            |
| 0082305 | Chociński Młyn                                                                                       | wieś                                                                                                 | | 53°49′50″N 17°26′46″E/53,830556 17,446111                                                            |
| 0081441 | Chojnaty                                                                                             | osada                                                                                                | Chojnaty                                                                                             | 53°40′37″N 17°35′11″E/53,676944 17,586389                                                            |
| 0081458 | Chojniczki                                                                                           | wieś                                                                                                 | | 53°44′22″N 17°32′40″E/53,739444 17,544444                                                            |
| 0081470 | Ciechocin                                                                                            | wieś                                                                                                 | | 53°36′44″N 17°42′03″E/53,612222 17,700833                                                            |
| 0081487 | Ciechocin Drugi                                                                                      | część wsi                                                                                            | Ciechocin                                                                                            | 53°36′56″N 17°40′55″E/53,615556 17,681944                                                            |
| 0081493 | Ciechocin Pierwszy                                                                                   | część wsi                                                                                            | Ciechocin                                                                                            | 53°36′14″N 17°41′27″E/53,603889 17,690833                                                            |
| 0081984 | Cołdanki                                                                                             | osada                                                                                                | Nowy Dwór                                                                                            | 53°37′44″N 17°31′41″E/53,628889 17,528056                                                            |
| 0081501 | Czartołomie                                                                                          | wieś                                                                                                 | | 53°44′07″N 17°34′37″E/53,735278 17,576944                                                            |
| 0081518 | Doręgowice                                                                                           | wieś                                                                                                 | | 53°37′34″N 17°29′25″E/53,626111 17,490278                                                            |
| 0082311 | Drzewicz                                                                                             | osada leśna                                                                                          | Swornegacie                                                                                          | 53°51′06″N 17°33′58″E/53,851667 17,566111                                                            |
| 0081381 | Funka                                                                                                | osada leśna                                                                                          | Charzykowy                                                                                           | 53°46′32″N 17°31′40″E/53,775556 17,527778                                                            |
| 0081530 | Gockowice                                                                                            | wieś                                                                                                 | | 53°39′36″N 17°43′43″E/53,660000 17,728611                                                            |
| 0081553 | Granowo                                                                                              | wieś                                                                                                 | | 53°39′37″N 17°38′57″E/53,660278 17,649167                                                            |
| 1014091 | Jabłonka                                                                                             | kolonia wsi                                                                                          | Krojanty                                                                                             | 53°43′56″N 17°39′19″E/53,732222 17,655278                                                            |
| 0081837 | Jakubowo                                                                                             | osada                                                                                                | Lotyń                                                                                                | 53°43′00″N 17°42′13″E/53,716667 17,703611                                                            |
| 0081576 | Jarcewo                                                                                              | wieś                                                                                                 | | 53°44′24″N 17°33′56″E/53,740000 17,565556                                                            |
| 0081607 | Jasnowo                                                                                              | kolonia                                                                                              | Kłodawa                                                                                              | 53°45′13″N 17°40′29″E/53,753611 17,674722                                                            |
| 0081760 | Jasnowo                                                                                              | kolonia                                                                                              | Kruszka                                                                                              | 53°44′41″N 17°39′54″E/53,744722 17,665000                                                            |
| 0081777 | Jeziorki                                                                                             | wieś                                                                                                 | | 53°43′44″N 17°41′16″E/53,728889 17,687778                                                            |
| 0081398 | Józefowo                                                                                             | osada                                                                                                | Charzykowy                                                                                           | 53°47′07″N 17°35′22″E/53,785278 17,589444                                                            |
| 0081524 | Kamionka                                                                                             | osada                                                                                                | Doręgowice                                                                                           | 53°36′21″N 17°29′09″E/53,605833 17,485833                                                            |
| 0082328 | Kamionka                                                                                             | osada                                                                                                | Swornegacie                                                                                          | 53°52′37″N 17°31′27″E/53,876944 17,524167                                                            |
| 0081910 | Karolewo                                                                                             | osada                                                                                                | Nieżychowice                                                                                         | 53°43′13″N 17°30′35″E/53,720278 17,509722                                                            |
| 0081731 | Klawkowo                                                                                             | wieś                                                                                                 | | 53°42′44″N 17°36′12″E/53,712222 17,603333                                                            |
| 0082452 | Klosnowo                                                                                             | wieś                                                                                                 | | 53°45′33″N 17°35′47″E/53,759167 17,596389                                                            |
| 0081613 | Kłodawa                                                                                              | osada leśna                                                                                          | Kłodawa                                                                                              | 53°45′49″N 17°38′19″E/53,763611 17,638611                                                            |
| 0081582 | Kłodawa                                                                                              | wieś                                                                                                 | | 53°44′45″N 17°38′07″E/53,745833 17,635278                                                            |
| 0081620 | Kłodawka                                                                                             | osada                                                                                                | Kłodawa                                                                                              | 53°45′43″N 17°38′33″E/53,761944 17,642500                                                            |
| 0082334 | Kokoszka                                                                                             | kolonia                                                                                              | Swornegacie                                                                                          | 53°51′19″N 17°29′31″E/53,855278 17,491944                                                            |
| 0081642 | Kopernica                                                                                            | wieś                                                                                                 | | 53°47′16″N 17°28′40″E/53,787778 17,477778                                                            |
| 1014100 | Krojanty                                                                                             | osada leśna                                                                                          | Krojanty                                                                                             | 53°42′26″N 17°37′41″E/53,707222 17,628056                                                            |
| 0081688 | Krojanty                                                                                             | wieś                                                                                                 | | 53°43′30″N 17°37′53″E/53,725000 17,631389                                                            |
| 0081754 | Kruszka                                                                                              | wieś                                                                                                 | | 53°44′17″N 17°40′30″E/53,738056 17,675000                                                            |
| 0082340 | Kulki                                                                                                | osada                                                                                                | Swornegacie                                                                                          | 53°52′03″N 17°27′06″E/53,867500 17,451667                                                            |
| 1014116 | Kurczewo                                                                                             | osada                                                                                                | Swornegacie                                                                                          | 53°51′52″N 17°29′30″E/53,864444 17,491667                                                            |
| 0081783 | Lichnowy                                                                                             | wieś                                                                                                 | | 53°39′04″N 17°36′22″E/53,651111 17,606111                                                            |
| 0081790 | Lichnowy Drugie                                                                                      | część wsi                                                                                            | Lichnowy                                                                                             | 53°38′22″N 17°35′04″E/53,639444 17,584444                                                            |
| 0081808 | Lichnowy Pierwsze                                                                                    | część wsi                                                                                            | Lichnowy                                                                                             | 53°39′20″N 17°37′15″E/53,655556 17,620833                                                            |
| 0082179 | Lipienice                                                                                            | wieś                                                                                                 | | 53°41′55″N 17°37′14″E/53,698611 17,620556                                                            |
| 0082251 | Lisia Góra                                                                                           | część wsi                                                                                            | Sławęcin                                                                                             | 53°36′51″N 17°35′30″E/53,614167 17,591667                                                            |
| 0081814 | Lotyń                                                                                                | wieś                                                                                                 | | 53°41′59″N 17°44′02″E/53,699722 17,733889                                                            |
| 0081406 | Łukomie                                                                                              | osada                                                                                                | Charzykowy                                                                                           | 53°45′06″N 17°29′03″E/53,751667 17,484167                                                            |
| 0082357 | Małe Swornegacie                                                                                     | wieś                                                                                                 | | 53°49′03″N 17°30′23″E/53,817500 17,506389                                                            |
| 0082363 | Małe Zanie                                                                                           | kolonia                                                                                              | Swornegacie                                                                                          | 53°53′26″N 17°29′27″E/53,890556 17,490833                                                            |
| 0082038 | Melanowo                                                                                             | osada                                                                                                | Ogorzeliny                                                                                           | 53°36′17″N 17°32′23″E/53,604722 17,539722                                                            |
| 0082044 | Melanówek                                                                                            | osada                                                                                                | Ogorzeliny                                                                                           | 53°35′10″N 17°32′53″E/53,586111 17,548056                                                            |
| 0081866 | Moszczenica                                                                                          | wieś                                                                                                 | | 53°38′28″N 17°29′50″E/53,641111 17,497222                                                            |
| 0082073 | Na Górach                                                                                            | część wsi                                                                                            | Ostrowite                                                                                            | 53°38′47″N 17°38′17″E/53,646389 17,638056                                                            |
| 0082216 | Nad Strugą                                                                                           | część wsi                                                                                            | Silno                                                                                                | 53°38′54″N 17°42′01″E/53,648333 17,700278                                                            |
| 0082009 | Nad Szosą                                                                                            | część wsi                                                                                            | Ogorzeliny                                                                                           | 53°36′56″N 17°33′06″E/53,615556 17,551667                                                            |
| 0081843 | Nicponie                                                                                             | kolonia                                                                                              | Lotyń                                                                                                | 53°41′08″N 17°44′44″E/53,685556 17,745556                                                            |
| 0081889 | Nieżychowice                                                                                         | wieś                                                                                                 | | 53°40′19″N 17°31′40″E/53,671944 17,527778                                                            |
| 0081949 | Nowa Cerkiew                                                                                         | wieś                                                                                                 | | 53°42′00″N 17°41′07″E/53,700000 17,685278                                                            |
| 0081895 | Nowe Nieżychowice                                                                                    | część wsi                                                                                            | Nieżychowice                                                                                         | 53°39′44″N 17°30′32″E/53,662222 17,508889                                                            |
| 1063072 | Nowe Ostrowite                                                                                       | wieś                                                                                                 | | 53°37′33″N 17°37′23″E/53,625833 17,623056                                                            |
| 0081961 | Nowy Dwór                                                                                            | wieś                                                                                                 | | 53°37′41″N 17°33′02″E/53,628056 17,550556                                                            |
| 0081872 | Nowy Świat                                                                                           | część wsi                                                                                            | Moszczenica                                                                                          | 53°38′29″N 17°28′59″E/53,641389 17,483056                                                            |
| 0081547 | Objezierze                                                                                           | kolonia                                                                                              | Gockowice                                                                                            | 53°40′34″N 17°43′24″E/53,676111 17,723333                                                            |
| 0081990 | Ogorzeliny                                                                                           | wieś                                                                                                 | | 53°36′09″N 17°33′22″E/53,602500 17,556111                                                            |
| 0082067 | Ostrowite                                                                                            | wieś                                                                                                 | | 53°37′58″N 17°40′05″E/53,632778 17,668056                                                            |
| 0082370 | Owink                                                                                                | osada                                                                                                | Swornegacie                                                                                          | 53°50′23″N 17°31′35″E/53,839722 17,526389                                                            |
| 0082110 | Pawłowo                                                                                              | wieś                                                                                                 | | 53°40′57″N 17°38′26″E/53,682500 17,640556                                                            |
| 0082156 | Pawłówko                                                                                             | wieś                                                                                                 | | 53°41′01″N 17°36′50″E/53,683611 17,613889                                                            |
| 0082162 | Pawłówko Drugie                                                                                      | część wsi                                                                                            | Pawłówko                                                                                             | 53°40′55″N 17°36′49″E/53,681944 17,613611                                                            |
| 0082386 | Płęsno                                                                                               | osada                                                                                                | Swornegacie                                                                                          | 53°52′04″N 17°33′05″E/53,867778 17,551389                                                            |
| 0082268 | Pod Ciechocin                                                                                        | część wsi                                                                                            | Sławęcin                                                                                             | 53°36′12″N 17°38′42″E/53,603333 17,645000                                                            |
| 0082127 | Pod Czersk                                                                                           | część wsi                                                                                            | Pawłowo                                                                                              | 53°42′10″N 17°38′42″E/53,702778 17,645000                                                            |
| 0082015 | Pod Dąbrówkę                                                                                         | część wsi                                                                                            | Ogorzeliny                                                                                           | 53°35′07″N 17°34′32″E/53,585278 17,575556                                                            |
| 0082222 | Pod Dworzec                                                                                          | część wsi                                                                                            | Silno                                                                                                | 53°38′39″N 17°41′56″E/53,644167 17,698889                                                            |
| 0082239 | Pod Gockowice                                                                                        | część wsi                                                                                            | Silno                                                                                                | 53°38′52″N 17°42′54″E/53,647778 17,715000                                                            |
| 0081694 | Pod Kolej                                                                                            | część wsi                                                                                            | Krojanty                                                                                             | 53°43′51″N 17°39′21″E/53,730833 17,655833                                                            |
| 0081978 | Pod Lasem                                                                                            | część wsi                                                                                            | Nowy Dwór                                                                                            | 53°37′27″N 17°32′47″E/53,624167 17,546389                                                            |
| 0082274 | Pod Obrowo                                                                                           | część wsi                                                                                            | Sławęcin                                                                                             | 53°35′24″N 17°38′45″E/53,590000 17,645833                                                            |
| 0082280 | Pod Ostrowite                                                                                        | część wsi                                                                                            | Sławęcin                                                                                             | 53°36′36″N 17°38′23″E/53,610000 17,639722                                                            |
| 0081702 | Pod Pawłowo                                                                                          | część wsi                                                                                            | Krojanty                                                                                             | 53°42′25″N 17°38′42″E/53,706944 17,645000                                                            |
| 0082080 | Pod Silno                                                                                            | część wsi                                                                                            | Ostrowite                                                                                            | 53°37′43″N 17°41′16″E/53,628611 17,687778                                                            |
| 0082021 | Pod Sławęcin                                                                                         | część wsi                                                                                            | Ogorzeliny                                                                                           | 53°36′05″N 17°34′46″E/53,601389 17,579444                                                            |
| 0082133 | Pod Tuchole                                                                                          | część wsi                                                                                            | Pawłowo                                                                                              | 53°40′40″N 17°39′17″E/53,677778 17,654722                                                            |
| 0081412 | Pomoc                                                                                                | kolonia                                                                                              | Charzykowy                                                                                           | 53°44′37″N 17°28′49″E/53,743611 17,480278                                                            |
| 0082469 | Powałki                                                                                              | osada leśna                                                                                          | Zbeniny                                                                                              | 53°45′16″N 17°36′30″E/53,754444 17,608333                                                            |
| 0081636 | Powałki                                                                                              | wieś                                                                                                 | | 53°44′24″N 17°37′11″E/53,740000 17,619722                                                            |
| 0081599 | Rabusiewo                                                                                            | część wsi                                                                                            | Kłodawa                                                                                              | 53°45′10″N 17°39′05″E/53,752778 17,651389                                                            |
| 0082185 | Racławki                                                                                             | wieś                                                                                                 | | 53°40′10″N 17°40′20″E/53,669444 17,672222                                                            |
| 1014122 | Rocoły                                                                                               | część wsi                                                                                            | Kopernica                                                                                            | 53°47′07″N 17°29′30″E/53,785278 17,491667                                                            |
| 0082392 | Sepiot                                                                                               | kolonia                                                                                              | Swornegacie                                                                                          | 53°51′42″N 17°26′47″E/53,861667 17,446389                                                            |
| 0082191 | Silno                                                                                                | wieś                                                                                                 | | 53°38′53″N 17°42′18″E/53,648056 17,705000                                                            |
| 0082245 | Sławęcin                                                                                             | wieś                                                                                                 | | 53°36′07″N 17°36′52″E/53,601944 17,614444                                                            |
| 0081903 | Stare Nieżychowice                                                                                   | część wsi                                                                                            | Nieżychowice                                                                                         | 53°40′16″N 17°31′49″E/53,671111 17,530278                                                            |
| 0081429 | Stary Młyn                                                                                           | osada                                                                                                | Charzykowy                                                                                           | 53°45′29″N 17°31′07″E/53,758056 17,518611                                                            |
| 0081850 | Sternowo                                                                                             | wieś                                                                                                 | | 53°41′57″N 17°42′52″E/53,699167 17,714444                                                            |
| 1014139 | Strużka                                                                                              | osada                                                                                                | Swornegacie                                                                                          | 53°48′22″N 17°30′51″E/53,806111 17,514167                                                            |
| 0081671 | Styporc                                                                                              | osada                                                                                                | Kopernica                                                                                            | 53°49′05″N 17°29′14″E/53,818056 17,487222                                                            |
| 0082297 | Swornegacie                                                                                          | wieś                                                                                                 | | 53°51′35″N 17°29′55″E/53,859722 17,498611                                                            |
| 0081955 | Szlachetna Nowa Cerkiew                                                                              | kolonia                                                                                              | Nowa Cerkiew                                                                                         | 53°42′56″N 17°40′48″E/53,715556 17,680000                                                            |
| 0082400 | Śluza                                                                                                | osada                                                                                                | Swornegacie                                                                                          | 53°54′44″N 17°29′49″E/53,912222 17,496944                                                            |
| 0081926 | Topole                                                                                               | osada                                                                                                | Nieżychowice                                                                                         | 53°41′34″N 17°30′48″E/53,692778 17,513333                                                            |
| 0082417 | Wączos                                                                                               | kolonia                                                                                              | Swornegacie                                                                                          | 53°50′16″N 17°27′25″E/53,837778 17,456944                                                            |
| 0082423 | Wielkie Zanie                                                                                        | kolonia                                                                                              | Swornegacie                                                                                          | 53°52′57″N 17°27′58″E/53,882500 17,466111                                                            |
| 0081932 | Władysławek                                                                                          | osada                                                                                                | Nieżychowice                                                                                         | 53°41′56″N 17°31′19″E/53,698889 17,521944                                                            |
| 0081435 | Wolność                                                                                              | kolonia                                                                                              | Charzykowy                                                                                           | 53°44′18″N 17°28′53″E/53,738333 17,481389                                                            |
| 0081719 | Wybudowania Krojanckie                                                                               | część wsi                                                                                            | Krojanty                                                                                             | 53°43′12″N 17°38′18″E/53,720000 17,638333                                                            |
| 0082096 | Wybudowania Ostrowickie                                                                              | część wsi                                                                                            | Ostrowite                                                                                            | 53°38′18″N 17°39′02″E/53,638333 17,650556                                                            |
| 0081464 | Wybudowanie Chojnickie                                                                               | część wsi                                                                                            | Chojniczki                                                                                           | 53°43′09″N 17°33′13″E/53,719167 17,553611                                                            |
| 0081560 | Wybudowanie Granowskie                                                                               | część wsi                                                                                            | Granowo                                                                                              | 53°39′03″N 17°40′15″E/53,650833 17,670833                                                            |
| 0082140 | Za Koleją                                                                                            | część wsi                                                                                            | Pawłowo                                                                                              | 53°40′24″N 17°38′01″E/53,673333 17,633611                                                            |
| 0081352 | Zacisze                                                                                              | część wsi                                                                                            | Charzykowy                                                                                           | 53°43′54″N 17°29′48″E/53,731667 17,496667                                                            |
| 0082446 | Zbeniny                                                                                              | wieś                                                                                                 | | 53°45′00″N 17°37′15″E/53,750000 17,620833                                                            |
| 0082430 | Zbrzyca                                                                                              | osada                                                                                                | Swornegacie                                                                                          | 53°53′12″N 17°30′27″E/53,886667 17,507500                                                            |
| Źródła: Wykaz urzędowych nazw miejscowości i ich części (xls),Dz.U. z 2013 r. poz. 200 oraz Dz.U. z 2015 r. poz. 1636, Zbiory danych państwowego rejestru nazw geograficznych -2025-06-15 | | | | |

## Sąsiednie gminy
Chojnice (miasto), Brusy, Czersk, Człuchów, Kamień Krajeński, Kęsowo, Konarzyny, Lipnica, Tuchola